# Manon Lescaut (1926)

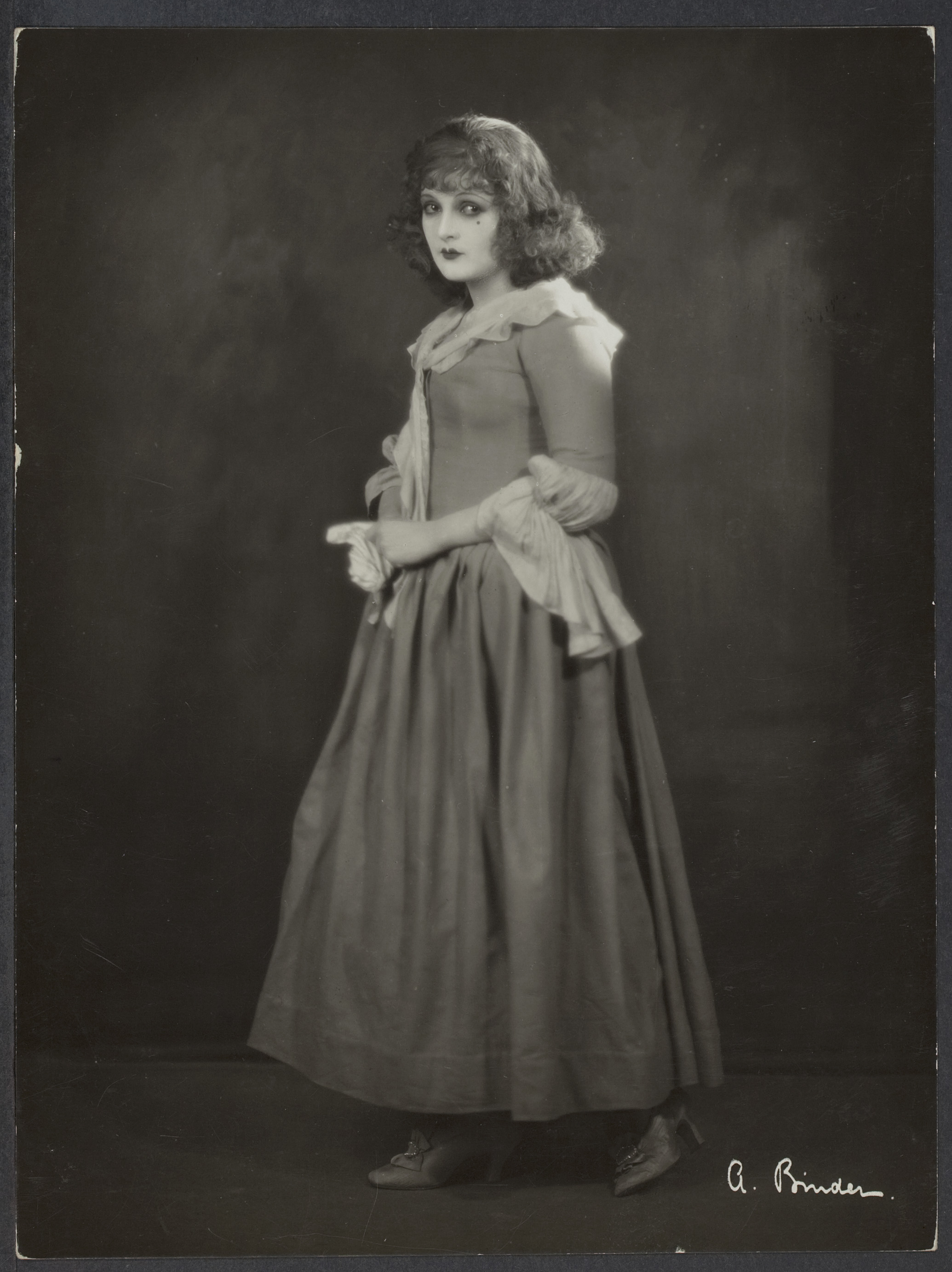
Alexander Binder: Lya De Putti als Manon Lescaut

Manon Lescaut ist ein deutscher Spielfilm von 1925/26. Unter der Regie von Arthur Robison spielt Lya de Putti die Titelrolle.

## Handlung
Frankreich, zur Zeit des Barock. Die junge Manon Lescaut ist ein schönes, junges Mädchen und voller Lebensfreude. Ihre Eltern wollen, dass ihre Tochter ein Klosterleben führt, damit sie nicht weiter den tagtäglichen Versuchungen der Männerwelt ausgesetzt ist. Manon und ihr Bruder sind gerade auf der Reise zu Manons zukünftigem Lebensmittelpunkt, als die junge Frau den Studenten Des Grieux kennenlernt. Dieser plant, sein weltliches Leben aufzugeben, um Priester zu werden. Rasch verlieben sich die beiden ineinander, doch mit ihrem brüderlichen Aufpasser im Genick, hält sich Manon vorerst zurück. Schließlich kann sie ausbüxen und nach Paris entkommen. Dort lernt sie den ebenso reichen wie nicht mehr ganz jungen Marquis de Bli kennen, einen weltgewandten Lebemann, der eine viel bessere Partie verspricht. Der ist zwar bis über beide Ohren in Manon verliebt, doch sie erhört ihn nicht.
Denn Manon hat Des Grieux nicht vergessen. Dieser gesteht der Schönen seine Liebe, und beide werden ein Paar. Doch diese Beziehung steht unter keinem guten Stern. Manon macht hohe Schulden und wendet sich daraufhin von ihrem Liebhaber ab. Der wohlhabende Marquis de Bli sieht seine letzte Chance gekommen und versucht, sich Manons Zuneigung zu erkaufen. Ihr Leben ist nun frei von Schulden, aber auch frei von Liebe und persönlicher Freiheit – ein goldener Käfig. Noch immer will Des Grieux Manon nicht aufgeben und macht ihr sogar einen Heiratsantrag. De Bli, der seine Felle davonschwimmen sieht, schmiedet einen finsteren Plan, um Manon Lescaut zu desavouieren. Wenn er sie nicht haben kann, dann soll sie niemand bekommen. Und so schreitet Manons sozialer Niedergang unaufhörlich voran, bis sie eines Tages in der Gosse, im Armenhaus und als Hure auf der Straße endet.

## Produktionsnotizen
Manon Lescaut wurde im Juni bis September 1925 im UFA-Studio von Berlin-Tempelhof und im September/Oktober 1925 im UFA-Studio von Neubabelsberg hergestellt. Der sechsaktige Film passierte die Zensur am 22. Januar 1926 und wurde mit Jugendverbot belegt. Am 15. Februar 1926 erfolgte die Uraufführung im UFA-Palast am Zoo.
Max Wogritsch wirkte hier als Produktionsleiter. Eugen Schüfftan sorgte mit seinem eigenen Verfahren für die Spezialfotografie. Filmbauten und Filmkostüme entwarf Paul Leni, Robert Baberske assistierte Chefkameramann Theodor Sparkuhl.
Manon Lescaut ist bereits die zweite deutsche Verfilmung dieses populären Abbé-Prevost-Stoffes. Bereits 1919 hatte Friedrich Zelnik den Roman unter dem Titel Manon. Das hohe Lied der Liebe mit seiner Ehefrau Lya Mara in der Hauptrolle verfilmt.

## Kritik
Oskar Kalbus, Vom Werden deutscher Filmkunst, schrieb: „Rührender hat Manon nie ausgesehen als in diesem Film, wo Lya de Putti sie mädchenhaft und leichtsinnig auf die Szene führt, wo Desgrieux’ unverbrüchliche Treue in Gaidarows männlichem Spiel einen glanzvollen Spiegel findet. Der Regisseur Robison gibt den einfachen Schicksalen den Glanz moderner Filmkunst, und Paul Lenis Bildkunst gibt allen den stilvollen und blendenden Rahmen, wie ihn die große Zeit des Barocks in Bildern und Bauten hinterlassen hat.“
In Heinrich Fraenkels Unsterblicher Film heißt es: „Die traurigste Liebesgeschichte der Weltliteratur ist ‚Manon Lescaut‘, und keine ist wohl ganz so oft verfilmt worden wie dieser rührselige Roman des Abbé Prevost. Hier steht Lya de Putti als Manon in schmerzlicher Frage ihrem Chevalier (Siegfried Arno) zugewandt. Das rassige Magyarengesicht dieser Schauspielerin war ein Gewinn für den deutschen Film, und für die Rolle der berühmten Liebenden brachte sie nicht nur ihre berühmte Schönheit mit, sondern auch ein sehr inniges Ausdrucksvermögen.“
In der New York Times resümierte Mordaunt Hall:

“The entertainment value of this subject is considerably enhanced by the presence of Lya de Putti in the title rôle. The production has many good points, especially in the scenic effects, the costumes and properties, but it hardly stands comparison with the more worthy efforts that have been sent over here by the Ufa studios. Arthur Robison, the producer of this subject, lacks the skill of a Lubitsch or a Dupont. He has, however, endeavored to put as much glamour as possible into this romance, and Miss de Putti seems singularly well suited to the part of Manon. She makes Manon a crafty wench, who, while her heart beats with fervid affection for Des Grieux, does not forget how new gowns add to feminine beauty. The costumes in this production were designed by Paul Leni, and they are of no mean consequence to this photoplay. Other excellent features of this picture are the colorful backgrounds and properties.”

„Die Unterhaltungsqualitäten dieses Stückes werden ordentlich erhöht dank der Präsenz von Lya de Putti in der Titelrolle. Die Produktion hat eine Reihe von Aktiva, besonders die szenischen Effekte, die Kostüme und die Requisiten, aber sie kann kaum dem Vergleich mit aufwendigeren UFA-Produktionen standhalten, die zu uns rübergeschickt wurden. Arthur Robison, der diese Produktion hergestellt hat, mangelt es an den Fähigkeiten eines Lubitsch oder Dupont. Er war bestrebt, soviel Glanz in diese Romanze zu stecken wie irgend möglich, und Fräulein de Putti erscheint als Idealbesetzung für die Manon-Rolle. Sie macht aus Manon eine gewitzte Hure, die, während ihr Herz in glühender Zuneigung zu Des Grieux schlägt, nicht vergisst, wie gut neue Kleider der weiblichen Schönheit zupass kommen. Die Filmkostüme wurden von Paul Leni entworfen und sie haben keine schlechten Auswirkungen auf diesen Film. Andere ausgezeichnete Posten dieses Streifens sind die farbenprächtigen Hintergründe und die Requisiten.“